# 2011 у науці
2011 рік — міжнародний рік лісів.

## Події
- У 2011 році чисельність населення Землі досягла 7 мільярдів[1].
- 12 квітня — пів сторіччя від початку космічної ери. 50 років тому 12 квітня 1961 року вперше в історії людства на радянському кораблі «Восток» з космодрому Байконур стартував першопроходець Всесвіту, російський космонавт Юрій Гагарін.
- 26 квітня 2011 року — 25-та річниця аварії на Чорнобильській АЕС.
- У кінці квітня у Швейцарії відбулося святкування п'ятдесятиріччя однієї з найбільших у світі громадських благочинних організацій — Всесвітнього фонду дикої природи (WWF).
- 24 липня — перехід в Японії з аналогового телебачення на цифрове.
- 24—30 липня — XVIII Міжнародний ботанічний конгрес у Мельбурні (Австралія).
- 31 серпня — Канада припиняє аналогове телевізійне мовлення.
- 30 вересня припинив роботу другий у світі за потужністю (після Великого адронного колайдера) прискорювач заряджених частинок — Теватрон.
- 1 листопада — на території всієї України розпочали мовлення загальнонаціональні мережі цифрового мовлення МХ-1, МХ-2, МХ-3 та МХ-5 у цифровому стандарті DVB-T2[2].
- 1 грудня — телеканал «Tonis» вперше в Україні почав мовлення в HD-форматі[3].

### Космос
- 6 лютого — зонди-близнюки НАСА STEREO-A і STEREO-B вийшли в протилежні точки земної орбіти і передали перше в історії повне тривимірне зображення Сонця[4][5]
- 24 лютого — американський шатл «Діскавері» з шістьма астронавтами на борту вирушив з космодрому Кеннеді у Флориді у свій останній політ до Міжнародної космічної станції
- 17 березня — Іран запустив на орбіту супутник за допомогою ракети «Кавошгар-4» («Дослідник-4»)
- 18 березня — автоматична міжпланетна станція MESSENGER вийшла на орбіту Меркурія[6], ставши першим штучним супутником цієї планети
- 18 березня — автоматична міжпланетна станція «Нью-Горайзонс» перетнула орбіту Урана після п'ятирічної подорожі. Корабель «Вояджер-2» здолав цю відстань за 8 років
- 5 квітня — з космодрому Байконур до МКС стартувала ракета-носій «Союз-ФГ» з космічним апаратом «Союз ТМА-21», що носять ім'я «Юрій Гагарін», на борту якого космонавти Олександр Самокутяєв, Андрій Борисенко і астронавт НАСА Рональд Гаран
- 16 травня — з космодрому на мисі Канаверал у свій останній 25-й політ вирушив шатл «Індевор» з екіпажем у складі командир Марк Келлі, льотчик Грег Джонсон, астронавти НАСА Дрю Фойстел, Майкл Фінк, Грег Шамітов та італієць Роберто Вітторі[7]
- 7 червня — космічний корабель «Союз ТМА-02М» стартував з космодрому Байконур до Міжнародної космічної станції, на борту росіянин Сергій Волков, астронавт Японського агентства аерокосмічних досліджень Сатосі Фурукава і астронавт НАСА Майкл Фоссум.
- 8 липня — з мису Канаверал шатл «Атлантіс» відправився у свою 33-тю й останню подорож на орбіту.
- 16 липня — космічний зонд Dawn вийшов на орбіту астероїда Веста
- 18 липня — з Байконура за програмою «Радіоастрон» українська ракета-носій «Зеніт-3SLБФ» вивела на орбіту російський космічний радіотелескоп «Спектр-Р[8]»
- 10 вересня — з мису Канаверал ракетою «Дельта-2» НАСА запустило пару зондів GRAIL для вивчення гравітаційного поля і внутрішньої будови Місяця.
- 21 жовтня — російська ракета-носій «Союз» вперше стартувала з екваторіального космодрому Куру у Гвіані і вивела на орбіту європейські навігаційні супутники «Галілео».
- 8 листопада — за допомоги української ракети «Зеніт-3ФГ» стартувала російська АМС «Фобос-Ґрунт».
- 14 листопада — з розташованого в Казахстані космодрому «Байконур» до Міжнародної космічної станції стартував російський пілотований корабель «Союз ТМА-22» з міжнародним екіпажем: росіяни Антон Шкаплеров, Анатолій Іванишин і американець Денієл Бербанк.
- 26 листопада — з космодрому на мисі Канаверал стартувала американська ракета-носій Atlas V з марсоходом «К'юріосіті» («Допитливість») на борту.
- 21 грудня — з космодрому Байконур на Міжнародну космічну станцію вирушив корабель «Союз ТМА-03М»[9], на борту корабля космонавт Роскосмоса Олег Кононенко, астронавт ЄКА Андре Кауперс і астронавт НАСА Дональд Петтіт.

## Досягнення та відкриття

### Токамак JET
У травні 2011 року звершилась модернізація токамака JET, яка відбувалась з жовтня 2009 року. У результаті фахівцями JET замінили близько 86 тисяч компонентів установки. Оновлений реактор зі збільшеною потужністю та оновленими стінками камери реактора наблизився до вимог та специфікацій проєкту ITER.
2 вересня 2011 року розпочалася перша експериментальна кампанія після відновлення роботи реактора, під час якої вчені отримали плазму, яка утримувалась 15 секунд.

### CERN
22 квітня — на Великому адронному колайдері встановлений новий світовий рекорд пікової світимості для адронних колайдерів — 4,8×1032 см−2·c−1 (детектор ATLAS) і 4,4×1032 см−2·c−1 (детектор CMS). Раніше володарем рекорду був протон-антипротонний колайдер Теватрон. Нині пікова світимість досягла ще більших значень.
2 травня — фізикам з CERN, що входить у колаборацію ALPHA, вдалося утримати декілька тисяч атомів антиречовини (антиводню) упродовж 1000 секунд в спеціальній магнітній пастці при температурі нижче 0,5 K.
22 вересня — дослідницький центр CERN заявив про те, що в ході експерименту OPERA були виявлені нейтрино, які прибули до детектора швидше, ніж коли б рухалися зі швидкістю світла. Однозначного трактування отриманих результатів немає.

## Нагороди

### Нобелівська премія
- З фізіології та медицини — Брюс Бетлер, Жуль Альфонс Гоффман, Ральф Марвін Стейнман «за дослідження активації вродженого імунітету»[10].

- З фізики — Сол Перлматтер, Адам Рісс, Браян П. Шмідт за відкриття прискореного розширення Всесвіту за допомогою спостережень над далекими надновими.

- З хімії — Даніель Шехтман «за відкриття квазікристалів»[11].

### Абелівська премія
Абелівську премію за 2011 рік вручено Джону Мілнору за внесок у диференціальну геометрію, топологію та алгебру.

### Премія Тюрінга
- Джуда Перл — за фундаментальний внесок в штучний інтелект шляхом розробки методів розрахунку для вірогіднісного та причинно-наслідкового осмислення[13].

### Золота медаль імені В. І. Вернадського Національної академії наук України
- Олійник Борис Ілліч — за видатні досягнення в галузі української літератури та літературознавства.
- Блаже Петров Ристовскі — за видатні досягнення у галузі слов'янської історії, літератури та мистецтвознавства.

### Державна премія України в галузі науки і техніки
Докладніше: Лауреати Державної премії України в галузі науки і техніки за 2011 рік

### Премії НАН України імені видатних учених України
Докладніше: Премії НАН України імені видатних учених України — лауреати 2011 року